# Charles A. Sumner

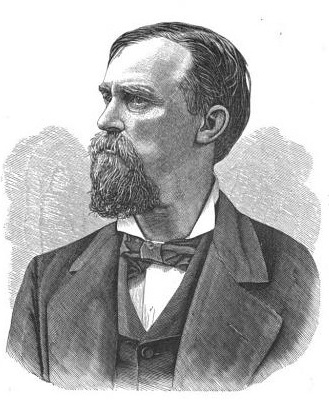
Charles A. Sumner

Charles Allen Sumner (* 2. August 1835 in Great Barrington, Berkshire County, Massachusetts; † 31. Januar 1903 in San Francisco, Kalifornien) war ein US-amerikanischer Politiker. Zwischen 1883 und 1885 vertrat er den Bundesstaat Kalifornien im US-Repräsentantenhaus.

## Werdegang
Charles Sumner besuchte das Trinity College in Hartford (Connecticut). Nach einem anschließenden Jurastudium und seiner Zulassung als Rechtsanwalt begann er in diesem Beruf zu arbeiten. 1856 zog er nach San Francisco, wo er im Jahr 1861 eine Tageszeitung herausgab. Zwischen 1862 und 1864 diente er während des Bürgerkrieges als Hauptmann im Heer der Union. Nach seiner Militärzeit zog er im Jahr 1864 nach Virginia City in Nevada. Dort schlug er als Mitglied der Demokratischen Partei eine politische Laufbahn ein. Zwischen 1865 und 1868 gehörte er dem Senat von Nevada an, dessen Präsident er zwischenzeitlich war. 1868 kehrte er nach San Francisco zurück, wo er wieder Zeitungsverleger wurde.
Bei den Kongresswahlen des Jahres 1882 wurde Sumner im damals neu eingerichteten sechsten Wahlbezirk von Kalifornien in das US-Repräsentantenhaus in Washington, D.C. gewählt, wo er am 4. März 1883 sein neues Mandat antrat. Da er im Jahr 1884 nicht bestätigt wurde, konnte er bis zum 3. März 1885 nur eine Legislaturperiode im Kongress absolvieren. Dort bekämpfte er die Eisenbahngesellschaften in seiner Heimat. Nach dem Ende seiner Zeit im US-Repräsentantenhaus praktizierte Charles Sumner wieder als Anwalt. Er starb am 31. Januar 1903 in San Francisco.